# SARD UNDERGROUND
SARD UNDERGROUND（サード アンダーグラウンド）は、神野友亜を中心とした日本のソロ・プロジェクト。2024年9月30日までは、バンド編成であった。所属芸能事務所はB ZONE傘下の株式会社ギザアーティスト（Ading）。所属レコードレーベルはB ZONE傘下のGIZA studio。公式ファンクラブは、「SARD FUNCTION」。大阪を拠点として活動を行なっている。

## メンバー
| 名前                       | プロフィール                            | 担当          |
| -------------------------- | --------------------------------------- | ------------- |
| 神野友亜 （しんの ゆうあ） | 2000年9月14日（24歳） 日本 滋賀県彦根市 | ボーカル 作詞 |

### 旧メンバー
| 名前                           | プロフィール                             | 担当                | 備考                                |
| ------------------------------ | ---------------------------------------- | ------------------- | ----------------------------------- |
| 赤坂美羽 （あかさか みゆう）   | 1999年8月1日（25歳）                     | ギター コーラス     | 2021年5月27日に体調不良により脱退。 |
| 杉岡泉美 （すぎおか いずみ）   | 1999年12月15日（25歳） 日本 兵庫県       | ベース コーラス     | 2024年9月30日をもって脱退。         |
| 坂本ひろ美 （さかもと ひろみ） | 1995年12月29日（29歳） 日本 島根県松江市 | キーボード コーラス | 2024年9月30日をもって脱退。         |

### サポートメンバー
- 車谷啓介（くるまたに けいすけ） / ドラム[16]
- 岩井勇一郎（いわい ゆういちろう） / ギター[16][17]
- 栄先思希（えざき しき） / ギター[18][17]
- 麻井寛史（あさい ひろし）/ベース[19]
- 大楠雄蔵（おおくす ゆうぞう）/キーボード[19]

## 来歴
ZARDのトリビュートバンドで、バンド名は「ZARD」の「Z」を反転させたことから名付けられた。
2019年2月3日にZARDのカバーでの初LIVEを大阪で開催し、同年7月にZARDの「マイ フレンド」をカバーした音源が「東北・みやぎ復興マラソン2019」のイメージソングに起用され、9月18日にZARDのカバーアルバム『ZARD tribute』でデビュー。
2020年2月10日には1stシングル『少しづつ 少しづつ』が発売され、表題曲は読売テレビ・日本テレビ系テレビアニメ『名探偵コナン』のエンディングテーマとして2020年1月4日から7月18日までの計12話で使用されていた。また、J SPORTSで中継された『高校バスケ ウインターカップ2019』のテーマソングにZARDの「負けないで」と「マイ フレンド」のカバーが使用された。
2020年6月3日、2ndシングル『これからの君に乾杯』が発売され、表題曲はMBS『+ music』4-6月のテーマ曲に使用されていた。
2021年2月10日、3rdシングル『ブラックコーヒー』が発売、表題曲は関西テレビ・テレビ愛知ほか ショートアニメ『おかしなさばくのスナとマヌ』主題歌（第1クール）に起用された。また、通常版のカップリングに収録されたZARDの「遠い星を数えて」のカバーがMBS ドラマ特区『西荻窪 三ツ星洋酒堂』エンディング主題歌に使用された。
2021年5月12日、『あの夏の恋は眩しくて』がデジタルシングルとしてリリースされた。また、同曲はサンテレビ『第52期サンテレビガールズ　イメージソング』として使用された。
2021年5月28日、公式サイトにて、赤坂美羽が体調不良により2021年5月27日付で脱退、専属契約も解消したと発表した。あわせて、2021年7月に発売予定としていたアルバム『夏の終わりに…』についても、赤坂の脱退を理由に発売延期を発表した。以降の活動は、神野友亜、杉岡泉美、坂本ひろ美の3人で活動する。
2021年6月1日にファンクラブ「SARD FUNCTION」発足を予定していたが、当日の14時過ぎに公式ツイッターより、発足を2021年7月1日以降に延期する旨がツイートされた。
2021年7月22日、1stオリジナルアルバム 『オレンジ色に乾杯』に収録される「夏の恋はいつもドラマティック」が先行配信された。
2021年9月1日、1stオリジナルアルバム『オレンジ色に乾杯』発売（延期となっていたアルバム『夏の終わりに…』は発売中止の扱い）。
2022年5月18日、4thシングル『空っぽの心』が発売され、表題曲は読売テレビ・日本テレビ系テレビアニメ『名探偵コナン』のエンディングテーマとして2022年4月16日から9月24日までの計19話で使用されていた。
2022年9月14日、ミニアルバム『日の名残り』が発売された。
2023年2月22日、5thシングル『卒業式』が発売され、表題曲はぎふチャンで放送されている『めっちゃぎふわかるてれび』の2月エンディングテーマに使用された。
2023年5月19日、ZARDの「揺れる想い」がリリースから30周年を迎えることを記念し、1stデジタルシングル『揺れる想い [tribute 2023]』がリリースされた。
2023年8月7日、2ndデジタルシングル『その結婚、正気ですか？』がリリースされ、同曲はTOKYO MX「その結婚、正気ですか？」オープニング主題歌として使用された。
2023年9月20日、6thシングル『役者犬のうた』が発売された。
2024年3月1日、『ZARD tribute Best Selection』に収録される曲のうち、『マイ フレンド [tribute 2024]』がデジタルシングルで先行配信を開始した。
2024年8月21日、2ndオリジナルシングル『涙色で』、7thシングル『夢で逢いましょう』が同時発売され、7thシングルの表題曲は読売テレビ・日本テレビ系テレビアニメ『名探偵コナン』のエンディングテーマとして2024年8月17日から2024年12月28日までの計16話で使用された。
2024年9月22日、2024年9月30日をもって、杉岡と坂本が脱退し、神野友亜のソロプロジェクトに移行することを発表。
2025年1月29日、3rdデジタルシングル『I still believe』がリリースされ、TBS『よるのブランチ』2月・3月エンディングテーマに使用された。
2025年3月15日、未発表曲である『あなた、カトレア』が、First Studio Liveで収録された映像がSARD UNDERGROUNDのOfficial Youtubeチャンネル上にてプレミアム公開された。

## ディスコグラフィ

### シングル

#### CDシングル
|     | 体制 | 発売日                                | タイトル           | 楽曲制作                                                      | カップリング                            | 販売形態                    | 販売形態       | 規格品番                     | 最高位 | 初収録アルバム   |
| --- | ---- | ------------------------------------- | ------------------ | ------------------------------------------------------------- | --------------------------------------- | --------------------------- | -------------- | ---------------------------- | ------ | ---------------- |
| 1st | 4人  | 2020年2月10日                         | 少しづつ 少しづつ  | 作詞：坂井泉水 作曲：大野愛果 編曲：鶴澤夢人/長戸大幸         | Good-bye My Loneliness                  | CD+DVD+Photoブックレット12P | 初回限定盤     | GZCA-7175 特典DVD：GZBB-7175 | 15位   | オレンジ色に乾杯 |
| 1st | 4人  | 2020年2月10日                         | 少しづつ 少しづつ  | 作詞：坂井泉水 作曲：大野愛果 編曲：鶴澤夢人/長戸大幸         | 愛は暗闇の中で                          | CD                          | 名探偵コナン盤 | GZCA-7176                    | 15位   | オレンジ色に乾杯 |
| 1st | 4人  | 2020年2月10日                         | 少しづつ 少しづつ  | 作詞：坂井泉水 作曲：大野愛果 編曲：鶴澤夢人/長戸大幸         | Good-bye My Loneliness                  | CD                          | 通常盤         | GZCA-7177                    | 15位   | オレンジ色に乾杯 |
| 2nd | 4人  | 2020年6月3日                          | これからの君に乾杯 | 作詞：坂井泉水 作曲：川島だりあ/Chris 編曲：鶴澤夢人/長戸大幸 | かけがえのないもの                      | CD+DVD                      | 初回限定盤A    | GZCA-7178 特典DVD：GZBB-7178 | 6位    | オレンジ色に乾杯 |
| 2nd | 4人  | 2020年6月3日                          | これからの君に乾杯 | 作詞：坂井泉水 作曲：川島だりあ/Chris 編曲：鶴澤夢人/長戸大幸 | かけがえのないもの                      | CD+28Pフォトブックレット    | 初回限定盤B    | GZCA-7179                    | 6位    | オレンジ色に乾杯 |
| 2nd | 4人  | 2020年6月3日                          | これからの君に乾杯 | 作詞：坂井泉水 作曲：川島だりあ/Chris 編曲：鶴澤夢人/長戸大幸 | サヨナラは今もこの胸に居ます            | CD                          | 通常盤         | GZCA-7180                    | 6位    | オレンジ色に乾杯 |
| 3rd | 4人  | 2021年2月10日                         | ブラックコーヒー   | 作詞：神野友亜 作曲：大野愛果 編曲：鶴澤夢人/長戸大幸         | 来年の夏も                              | CD+DVD                      | 初回限定盤A    | GZCA-7181 特典DVD：GZBB-7181 | 11位   | オレンジ色に乾杯 |
| 3rd | 4人  | 2021年2月10日                         | ブラックコーヒー   | 作詞：神野友亜 作曲：大野愛果 編曲：鶴澤夢人/長戸大幸         | 来年の夏も                              | CD+28Pフォトブックレット    | 初回限定盤B    | GZCA-7182                    | 11位   | オレンジ色に乾杯 |
| 3rd | 4人  | 2021年2月10日                         | ブラックコーヒー   | 作詞：神野友亜 作曲：大野愛果 編曲：鶴澤夢人/長戸大幸         | 遠い星を数えて                          | CD                          | 通常盤         | GZCA-7183                    | 11位   | オレンジ色に乾杯 |
| 4th | 3人  | 2022年5月18日 (2022年4月17日先行配信) | 空っぽの心         | 作詞：神野友亜 作曲：小澤正澄 編曲：鶴澤夢人/長戸大幸         | I still remember                        | CD+DVD                      | 初回限定盤     | GZCA-7184                    | 6位    | 日の名残り       |
| 4th | 3人  | 2022年5月18日 (2022年4月17日先行配信) | 空っぽの心         | 作詞：神野友亜 作曲：小澤正澄 編曲：鶴澤夢人/長戸大幸         | 悲しいほど貴方が好き                    | CD                          | 名探偵コナン盤 | GZCA-7185                    | 6位    | 日の名残り       |
| 4th | 3人  | 2022年5月18日 (2022年4月17日先行配信) | 空っぽの心         | 作詞：神野友亜 作曲：小澤正澄 編曲：鶴澤夢人/長戸大幸         | 明日を夢見て                            | CD                          | 通常盤         | GZCA-7186                    | 6位    | 日の名残り       |
| 5th | 3人  | 2023年2月22日 (2023年1月18日先行配信) | 卒業式             | 作詞：神野友亜 作曲：徳永暁人 編曲：徳永暁人                  | 翼を広げて                              | CD＋DVD                     | 初回限定盤A    | GZCA-7187                    | 13位   | 涙色で           |
| 5th | 3人  | 2023年2月22日 (2023年1月18日先行配信) | 卒業式             | 作詞：神野友亜 作曲：徳永暁人 編曲：徳永暁人                  | Teenage dream                           | CD＋フォトカレンダー        | 初回限定盤B    | GZCA-7188                    | 13位   | 涙色で           |
| 5th | 3人  | 2023年2月22日 (2023年1月18日先行配信) | 卒業式             | 作詞：神野友亜 作曲：徳永暁人 編曲：徳永暁人                  | 瞳閉じて                                | CD                          | 通常盤         | GZCA-7189                    | 13位   | 涙色で           |
| 6th | 3人  | 2023年9月20日                         | 役者犬のうた       | 作詞：鮫島琉星 作曲：長戸大幸 編曲：徳永暁人                  | 揺れる想い [tribute 2023] （LIVE ver.） | CD                          | 初回限定盤A    | GZCA-7190                    | 9位    | 涙色で           |
| 6th | 3人  | 2023年9月20日                         | 役者犬のうた       | 作詞：鮫島琉星 作曲：長戸大幸 編曲：徳永暁人                  | マイ フレンド（LIVE ver.）              | CD                          | 初回限定盤B    | GZCA-7191                    | 9位    | 涙色で           |
| 6th | 3人  | 2023年9月20日                         | 役者犬のうた       | 作詞：鮫島琉星 作曲：長戸大幸 編曲：徳永暁人                  | 負けないで（LIVE ver.）                 | CD                          | 通常盤         | GZCA-7192                    | 9位    | 涙色で           |
| 7th | 3人  | 2024年8月21日                         | 夢で逢いましょう   | 作詞：神野友亜 作曲：小澤正澄 編曲：小澤正澄                  | 少女の頃に戻ったみたいに [tribute 2024] | CD+クリアカード             | 名探偵コナン盤 | GZCA-7193                    | 11位   | 涙色で           |
| 7th | 3人  | 2024年8月21日                         | 夢で逢いましょう   | 作詞：神野友亜 作曲：小澤正澄 編曲：小澤正澄                  | 突然 [tribute 2024]                     | CD                          | 通常盤         | GZCA-4156                    | 11位   | 涙色で           |
| 7th | 3人  | 2024年8月21日                         | 夢で逢いましょう   | 作詞：神野友亜 作曲：小澤正澄 編曲：小澤正澄                  | 愛は暗闇の中で [tribute 2024]           | CD                          | 通常盤         | GZCA-4156                    | 11位   | 涙色で           |

#### デジタルシングル
| 体制 | 発売日        | タイトル                     | 楽曲制作                                              | 規格                   | 最高位 | 初収録アルバム              | 備考                                       |
| ---- | ------------- | ---------------------------- | ----------------------------------------------------- | ---------------------- | ------ | --------------------------- | ------------------------------------------ |
| 4人  | 2021年5月12日 | あの夏の恋は眩しくて         | 作詞：神野友亜 作曲：山口篤 編曲：鶴澤夢人/長戸大幸   | デジタル・ダウンロード | 対象外 | オレンジ色に乾杯            | アルバム先行配信                           |
| 3人  | 2021年7月22日 | 夏の恋はいつもドラマティック | 作詞：坂井泉水 作曲：徳永暁人 編曲：徳永暁人/長戸大幸 | デジタル・ダウンロード | 対象外 | オレンジ色に乾杯            | アルバム先行配信                           |
| 3人  | 2023年5月19日 | 揺れる想い [tribute 2023]    | 作詞：坂井泉水 作曲：織田哲郎 編曲：麻井寛史          | デジタル・ダウンロード |        | ZARD tribute Best Selection | 「揺れる想い」リリース30周年記念でリリース |
| 3人  | 2023年8月7日  | その結婚、正気ですか？       | 作詞：神野友亜 作曲：小澤正澄 編曲：麻井寛史          | デジタル・ダウンロード |        | 涙色で                      |                                            |
| 3人  | 2024年3月1日  | マイ フレンド [tribute 2024] | 作詞：坂井泉水 作曲：織田哲郎 編曲：麻井寛史          | デジタル・ダウンロード | 対象外 | ZARD tribute Best Selection | アルバム先行配信                           |
| 1人  | 2025年1月29日 | I still believe              | 作詞：神野友亜 作曲：大野愛果 編曲：麻井寛史          | デジタル・ダウンロード |        |                             |                                            |

### アルバム

#### オリジナル・アルバム
|     | 体制 | 発売日        | タイトル         | 販売形態        | 販売形態          | 規格品番                     | 最高位 |
| --- | ---- | ------------- | ---------------- | --------------- | ----------------- | ---------------------------- | ------ |
| 1st | 3人  | 2021年9月1日  | オレンジ色に乾杯 | CD+DVD          | 初回限定盤A       | GZCA-5306                    | 12位   |
| 1st | 3人  | 2021年9月1日  | オレンジ色に乾杯 | CD+DVD          | 初回限定盤B       | GZCA-5307                    | 12位   |
| 1st | 3人  | 2021年9月1日  | オレンジ色に乾杯 | CD              | 通常盤            | GZCA-5308                    | 12位   |
| 2nd | 3人  | 2024年8月21日 | 涙色で           | CD+LIVE Blu-ray | PREMIUM EDITION盤 | GZCA-5324 Blu-ray：GZXB-5324 | 11位   |
| 2nd | 3人  | 2024年8月21日 | 涙色で           | CD              | 通常盤            | GZCA-5325                    | 11位   |

#### ミニアルバム
|     | 体制 | 発売日        | タイトル   | 販売形態 | 販売形態   | 規格品番  | 最高位 |
| --- | ---- | ------------- | ---------- | -------- | ---------- | --------- | ------ |
| 1st | 3人  | 2022年9月14日 | 日の名残り | CD+DVD   | 初回限定盤 | GZCA-5312 | 9位    |
| 1st | 3人  | 2022年9月14日 | 日の名残り | CD       | 通常盤     | GZCA-5313 | 9位    |

#### トリビュート・アルバム
|      | 体制 | 発売日        | タイトル                    | 販売形態                | 販売形態   | 規格品番                         | 最高位 |
| ---- | ---- | ------------- | --------------------------- | ----------------------- | ---------- | -------------------------------- | ------ |
| 1st  | 4人  | 2019年9月18日 | ZARD tribute                | CD                      | -          | GZCA-5295                        | 24位   |
| 2nd  | 4人  | 2020年10月7日 | ZARD tribute II             | CD+DVD                  | 初回限定盤 | GZCA-5299                        | 16位   |
| 2nd  | 4人  | 2020年10月7日 | ZARD tribute II             | CD                      | 通常盤     | GZCA-5230                        | 16位   |
| 3rd  | 3人  | 2022年2月9日  | ZARD tribute III            | CD+DVD                  | 初回限定盤 | GZCA-5309                        | 14位   |
| 3rd  | 3人  | 2022年2月9日  | ZARD tribute III            | CD                      | 通常盤     | GZCA-5310                        | 14位   |
| 企画 | 3人  | 2024年3月20日 | ZARD tribute Best Selection | CD＋Blu-ray＋カレンダー | 初回限定盤 | GZCA-5322 特典Blu-ray：GZXB-5322 | 13位   |
| 企画 | 3人  | 2024年3月20日 | ZARD tribute Best Selection | CD                      | 通常盤     | GZCA-5323                        | 13位   |

### 映像作品
| 体制 | 発売日         | タイトル                                     | 規格                                                | 規格品番      | 最高位 |
| ---- | -------------- | -------------------------------------------- | --------------------------------------------------- | ------------- | ------ |
| 4人  | 2021年4月28日  | SARD UNDERGROUND LIVE TOUR 2020              | Blu-ray                                             | GZXA-8038     | 20位   |
| 3人  | 2022年3月16日  | SARD UNDERGROUND LIVE TOUR 2021 [Cheers!]    | Blu-ray                                             | GZXA-8039     | 17位   |
| 1人  | 2024年12月18日 | Film Collection 2019 - 2024 Music & History  | Blu-ray2枚組＋52Pフォトブックレット＋三方背ボックス | GZXA-8043～44 | TBA    |
| 1人  | 2025年3月19日  | SARD UNDERGROUND LIVE TOUR 2024 [tear drops] | Blu-ray＋歌詞ブックレット＋三方背ボックス           | GZXA-8045     | TBA    |

### 参加作品
※◆は「SARD UNDERGROUND」名義のCDには未収録の楽曲。
| 発売日        | タイトル                                                                      | SARD UNDERGROUNDの楽曲        |
| ------------- | ----------------------------------------------------------------------------- | ----------------------------- |
| 2020年3月25日 | Various Artists『THE BEST OF DETECTIVE CONAN 6 〜名探偵コナン テーマ曲集6〜』 | 少しずつ 少しずつ (TV size) ◆ |

## タイアップ一覧
| 使用年 | 曲名                         | タイアップ                                                                                 |
| ------ | ---------------------------- | ------------------------------------------------------------------------------------------ |
| 2019年 | マイ フレンド                | 「東北・みやぎ復興マラソン2019」イメージソング                                             |
| 2019年 | マイ フレンド                | J SPORTS『高校バスケ ウインターカップ2019』テーマソング                                    |
| 2019年 | 負けないで                   | J SPORTS『高校バスケ ウインターカップ2019』テーマソング                                    |
| 2020年 | 少しづつ 少しづつ            | 読売テレビ・日本テレビ系アニメ『名探偵コナン』エンディングテーマ                           |
| 2020年 | Good-bye My Loneliness       | Amazon Prime Video オリジナルドラマ『湘南純愛組！』 第3話挿入歌                            |
| 2020年 | これからの君に乾杯           | MBS『+ music』4-6月テーマ曲                                                                |
| 2020年 | 眠れない夜を抱いて           | テレビ朝日系列『musicる TV』2020年10月度エンディングテーマ                                 |
| 2021年 | ブラックコーヒー             | 関西テレビ・テレビ愛知ほか ショートアニメ『おかしなさばくのスナとマヌ』主題歌（第1クール） |
| 2021年 | 遠い星を数えて               | MBS ドラマ特区『西荻窪 三ツ星洋酒堂』エンディング主題歌                                    |
| 2021年 | オレンジ色                   | KBS京都 『キモイリ!』4月エンディングテーマ                                                 |
| 2021年 | あの夏の恋は眩しくて         | サンテレビ 『第52期サンテレビガールズ』イメージソング                                      |
| 2021年 | イチゴジャム                 | 関西テレビ・テレビ愛知ほか ショートアニメ『おかしなさばくのスナとマヌ』主題歌（第2クール） |
| 2021年 | 擦り傷だらけの純情           | 関西テレビ・テレビ愛知ほか ショートアニメ『おかしなさばくのスナとマヌ』主題歌（第3クール） |
| 2021年 | 夏の恋はいつもドラマティック | テレビ朝日系列『musicる TV』9月度オープニングテーマ                                        |
| 2021年 | 君には敵わない               | TBS系『王様のブランチ』9月度エンディングテーマ                                             |
| 2021年 | 恋が待ち伏せしてた午後       | 関西テレビ・テレビ愛知ほか ショートアニメ『おかしなさばくのスナとマヌ』主題歌（第4クール） |
| 2022年 | 空っぽの心                   | 読売テレビ・日本テレビ系アニメ『名探偵コナン』エンディングテーマ                           |
| 2022年 | 運命のルーレット廻して       | ABEMA『ABEMA Prime』5月エンディングテーマ                                                  |
| 2023年 | 卒業式                       | ぎふチャン『めっちゃぎふわかるてれび』2月エンディングテーマ                                |
| 2023年 | その結婚、正気ですか?        | TOKYO MXドラマニア!『その結婚、正気ですか?』主題歌                                         |
| 2024年 | 夢で逢いましょう             | 読売テレビ・日本テレビ系アニメ『名探偵コナン』エンディングテーマ                           |
| 2025年 | I still believe              | TBS『よるのブランチ』2月・3月エンディングテーマ                                            |
| 2025年 | 夢で逢いましょう             | プラネタリウム上映作品『名探偵コナン 閃光の宇宙船』エンディングテーマ                      |

## ヘビーローテーション/パワープレイ

### ラジオ
| 使用年 | 曲名               | ラジオヘビーローテーション/パワープレイ                                  |
| ------ | ------------------ | ------------------------------------------------------------------------ |
| 2020年 | 少しづつ 少しづつ  | ラジオ日本 2月度パワーチューン                                           |
| 2020年 | 少しづつ 少しづつ  | ラジオ関西 2月度の「ラジオ関西オススメ曲」                               |
| 2020年 | 少しづつ 少しづつ  | FM PORT 2月度「POWER PLAY」                                              |
| 2020年 | 少しづつ 少しづつ  | FM徳島3月度「SOUND WAVE・FRIDAY ON LINE」                                |
| 2020年 | これからの君に乾杯 | FM山陰6月度「ゴーイブ マンスリープッシュ & ふらきん マンスリープッシュ」 |
| 2020年 | 眠れない夜を抱いて | 文化放送 10月度プラスチューン                                            |
| 2022年 | 空っぽの心         | FM徳島 5月度「morning powerplay」                                        |
| 2022年 | 空っぽの心         | 文化放送 5月度プラスチューン                                             |
| 2023年 | 卒業式             | 文化放送 2月度プラスチューン                                             |

## ライブ
| 体制 | 日程                      | ライブタイトル                                              | 開催場所 | 備考                                                           |
| ---- | ------------------------- | ----------------------------------------------------------- | --- | -------------------------------------------------------------- |
| 4人  | 2020年11月8日 - 13日      | SARD UNDERGROUND LIVE TOUR 2020                             | 8日 - 堂島リバーフォーラム 11日 - ヒューリックホール東京 |                                                                |
| 3人  | 2021年10月10日 - 16日     | SARD UNDERGROUND LIVE TOUR 2021 [Cheers!]                   | 10日 - Zepp Namba(OSAKA) 16日 - Zepp Tokyo |                                                                |
| 3人  | 2022年10月10日 - 23日     | SARD UNDERGROUND LIVE TOUR 2022 [in the twilight]           | 10日 - Zepp Namba(OSAKA) 23日 - Zepp Haneda(TOKYO) |                                                                |
| 3人  | 2023年9月18日 - 10月1日   | SARD UNDERGROUND LIVE TOUR 2023 [hold me, my friend]        | 9月18日 - Zepp Haneda(TOKYO) 10月1日 - Zepp Osaka Bayside |                                                                |
| 3人  | 2024年9月7日 - 9月22日    | SARD UNDERGROUND LIVE TOUR 2024 [tear drops]                | 7日 - 福岡トヨタホール スカラエスパシオ 14日 - 仙台PIT 16日 - Zepp DiverCity(TOKYO) 20日 - ダイアモンドホール 22日 - Zepp Namba(OSAKA) |                                                                |
| 1人  | 2024年12月23日 - 12月28日 | SARD FUNCTION presents SARD UNDERGROUND FAN CLUB EVENT 2024 | 23日 - ヒューリックホール東京 28日 - 神戸朝日ホール | ファンクラブイベント                                           |
| 1人  | 2025年6月21日 - 9月10日   | SARD UNDERGROUND LIVE TOUR 2025[FANTASY]                    | 【ライブハウスツアー】 6月21日 - festhalle 29日 - 仙台Rensa 7月5日 - DIAMOND HALL 12日 - DRUM LOGOS 20日 - PENNY LANE24 【ホールツアー】 day1：8月30日 - 箕面市立文化芸能劇場 大ホール day2：31日 - 箕面市立文化芸能劇場 大ホール day1：9月9日 - 東京国際フォーラム ホールC day2：10日 - 東京国際フォーラム ホールC | day1：ZARD tribute 楽曲 only day day2：オリジナル楽曲 only day |

## メディア出演

### ラジオ
- SARD UNDERGROUND 神野友亜のキャッチ！（e-radio、2020年9月【毎月第二火曜日】 - ） - 神野[110]